# Квинт Лутаций Катул (консул 102 пр.н.е.)
Вижте пояснителната страница за други личности с името Квинт Лутаций Катул.
Квинт Лутаций Катул (на латински: Quintus Lutatius Catulus; * ок. 150 пр.н.е.; † 87 пр.н.е.) е римски политик и военачалник на късната Римска Република и през 102 пр.н.е. заедно с Гай Марий консул.

## Биография
Син е на Квинт Лутаций Катул и Попилия.
Вероятно през 102 г. пр.н.е. претор на Сицилия, става консул едва след третата кандидатура през 102 пр.н.е. Във войната против кимврите и тевтоните трябва да защитава Алпийските проходи, скоро трябва да бяга в паника, за да се спаси през По. Армиите на Катул и Марий се обидиняват и успяват да победят кимврите в Битка при Верцела (Раудиниската долина при Верчели). Той празнува заедно с Марий триумф. След като Марий е главно почитаният, Катул му става противник. Той се съюзява в Гражданската война със Сула. Когато Марий взема властта през 87 пр.н.е., Катул се самоубива, за да избегне наказание.
Катул е отличен оратор, поет и проза-писател, запознат с гръцката литература. Написал е историята на своя консулат и войната против кимврите и тевтоните подобно на гръцкия историк Ксенофонт. Две от неговите епиграми са запазени, една за известния артист Квинт Росций Гал, другата е с еротичен характер подобно на Калимах.
Катул има голямо богатство, което ползва за разкрасяване на град Рим. Две сгради са познати като Monumenta Catuli: Храмът на Фортуна huiusque diei, който напомня на деня от Верцела и Porticus Catuli, които построява от печалбата от кимврийската плячка.

## Фамилия
Първи брак: през 126 пр.н.е. с Домиция. Те имат един син:
- Квинт Лутаций Катул Капитолин (консул 78 пр.н.е., цензор 65 пр.н.е.).

Втори брак: през 109 пр.н.е. със Сервилия. Имат една дъщеря:
- Лутация, омъжена за Квинт Хортензий и майка на Хортензия (ораторка).

Трети брак: от 103 до 87 пр.н.е. с Клавдия, с която вероятно няма деца.